# Chính phủ tự trị Nam Sát Cáp Nhĩ
Chính phủ tự trị Nam Sát Cáp Nhĩ còn gọi là Chính phủ tự trị Sát Nam (tiếng Trung: 察南自治政府) là quốc gia bù nhìn của Đế quốc Nhật Bản, đồng thời là một thành phần tự trị về mặt hành chính của Mông Cương từ khi thành lập vào năm 1937 cho đến khi sáp nhập hoàn toàn vào năm 1939. Sau khi Nhật Bản xâm lược Trung Quốc vào tháng 7 năm 1937, các chính quyền khu vực được thành lập tại những vùng lãnh thổ do quân đội Nhật chiếm đóng. Từ sau chiến dịch Sát Cáp Nhĩ vào tháng 9 năm 1937, giúp mở rộng ách thống trị của Nhật Bản đến khu vực phía bắc Sơn Tây, quyền kiểm soát chính thức hơn đối với khu vực này được thiết lập thông qua việc thành lập Chính phủ tự trị Bắc Sơn Tây, cũng như Chính phủ tự trị Nam Sát Cáp Nhĩ ở phía đông Sơn Tây.

## Lịch sử
Ngày 27 tháng 8 năm 1937, Đạo quân Quan Đông cùng quân Mông Cổ đánh chiếm Trương Gia Khẩu, thủ phủ tỉnh Sát Cáp Nhĩ của Trung Hoa Dân Quốc. Cựu điều hành viên của Thương hội Trương Gia Khẩu là Vu Phẩm Khanh đã đầu hàng quân đội Nhật và được họ bổ nhiệm làm thành viên Hội Duy trì Trị an Trương Gia Khẩu đóng trụ sở tại đây. Ngày 4 tháng 9 cùng năm, Hội Duy trì Trị an Trương Gia Khẩu dưới sự thao túng của quân Quan Đông đã lập nên Chính phủ tự trị Nam Sát Cáp Nhĩ. Trương Gia Khẩu được chọn làm thủ đô và 10 huyện ở phía nam của tỉnh Sát Cáp Nhĩ với dân số khoảng 2 triệu người. Mười huyện trực thuộc chính thể này bao gồm Tuyên Hóa, Vạn Toàn, Hoài An, Trác Lộc, Uất, Dương Nguyên, Xích Thành, Long Quan, Diên Khánh và Hoài Lai.
Ngoài Chính phủ tự trị Nam Sát Cáp Nhĩ, Chính phủ tự trị Thống nhất Mông Cổ và Chính phủ tự trị Bắc Sơn Tây được thành lập tại khu vực Mông Cương cùng một lúc. Ba chính phủ tự trị này đã lập ra Ủy ban Liên hợp Mông Cổ để tạo điều kiện cho sự hội nhập của nhau. Tuy vậy, ủy ban này hoạt động không được tốt cho lắm. Do đó, vào tháng 9 năm 1939, ba chính phủ đều hợp nhất thành Chính phủ tự trị Thống nhất Mông Cương mới lập. Đồng thời, Chính phủ tự trị Nam Sát Cáp Nhĩ được tổ chức lại thành Văn phòng Chính phủ Nam Sát Cáp Nhĩ và sáp nhập vào các đơn vị hành chính của chính phủ mới, và Văn phòng Chính phủ Nam Sát Cáp Nhĩ được đổi tên thành tỉnh Tuyên Hóa vào năm 1943.

## Chính trị
Trong Chính phủ tự trị Nam Sát Cáp Nhĩ, hai thành viên tối cao được bầu từ ủy ban chính vụ đóng vai trò lãnh đạo hành chính. Ngoài ra, còn có các phòng ban gồm Văn phòng Tổng vụ, Cục Dân chính, Cục Tài chính, Cục Bảo an và Cục Dân sinh, và vị cục trưởng được bổ nhiệm làm người đứng đầu mỗi cơ quan này. Ngoài ra, người Nhật còn được cử đến từng bộ phận của chính phủ tự trị với tư cách là cố vấn để họ có thể can thiệp vào việc điều hành đất nước, củng cố hơn nữa địa vị của nước này như một quốc gia bù nhìn của Nhật Bản.

### Nhân vật
Những nhân vật chủ chốt trong chính phủ Sát Cáp Nhĩ như sau:
- Cố vấn tối cao: Takeuchi Motohei (竹内元平)
- Ủy viên tối cao: Vu Phẩm Khanh (于品卿), Đỗ Vận Vũ (杜运宇)
- Ủy viên Chính vụ: Vu Phẩm Khanh (于品卿), Đỗ Vận Vũ (杜运宇), Nguyễn Tử Nam (阮子南), Bạch Khuê Tường (白奎祥) (Bạch Tụ Ngũ; 白聚五), Duyên Trí (緣智), Hàn Vận (韓運), Trịnh Nhân Trai (鄭仁齋), Hàn Ngọc Phong (韓玉峯)
- Giám đốc Tổng vụ: Trần Ngọc Minh (陈玉铭)
- Cục trưởng Cục Dân chính: Trần Ngọc Minh (陈玉铭)
- Cục trưởng Cục Dân sinh: Lư Kính Như (卢镜如)[7]
- Cục trưởng Cục Tài chính: Dương Kim Thanh (杨金声)
- Cục trưởng Cục Bảo an: Takaki Kazuya (高木一也)